# Zapallar (Iruya)
Zapallar ist eine Ortschaft im Nordwesten Argentiniens. Sie gehört zum Departamento Iruya in der Provinz Salta und liegt am Fluss Nazareno, 4 km nördlich des Dorfes Las Higueras.